# Ньонокса
Ньонокса — село в Ньонокському адміністративному окрузі муніципального утворення «Сєвєродвінськ» Архангельської області.

## Географія
Село Ньонокса розташоване на сході Онезького півострова, за 40 км від Сєвєродвінська, на Літньому березі Білого моря. На захід від села бере початок річка Ньонокса, що протікає через озеро Нижнє. Неподалік від села у Ньоноксу впадає річка Верхівка.

## Історія
Датою заснування села прийнято вважати 1397 рік.
Своїм народженням село зобов'язане покладам солі, так як було одним з найбільших центрів солеваріння. Починаючи з XV століття і до середини XX століття в Ньоноксі сіль виготовляли, використовуючи не морську воду, а з підземних джерел. Торгівля сприяла економічному зростанню села, залучаючи безліч купців з усієї Росії. Прихід у церкві був великий.
День народження села святкується жителями в першу суботу, наступну після 12 липня. Ця традиція бере свій початок у 1997 році. Раніше селяни святкували Петрів день, шануючи його як своє географічне свято.
В 1553 році єдиний вцілілий корабель експедиції Г'ю Віллобі «Едвард Бонавентура», яким командували Річард Ченслер і Клімент Адамс, обігнув Кольський півострів і увійшов у Біле море. Метою експедиції було відкриття північного шляху в Китай та Індію. Корабель кинув якір біля Літнього берега Двінської губи, навпроти Ньонокси. Саме тут англійці встановили, що ця місцевість є зовсім не Індією, а «Московією». Звідси англійці вирушили до острова Ягри.
З 1940 року по 1958 рік Ньонокса входила до складу Біломорського району Архангельської області.
У 1993 році в Ньоноксі було відкрито філію Сєвєродвінського міського краєзнавчого музею.
У 2009 році скасована Ньонокська сільрада, а Ньонокса увійшла як підпорядкована територія до складу муніципального утворення Сєвєродвінськ.
15 липня 2017 року на День села в Ньоноксі у відреставрованій соляній коморі відкрили Музей солі — філію Сєвєродвінського міського краєзнавчого музею.
У 2019 на полігоні поблизу села стався вибух з викидом радіації у повітря.  Мешканцям Ньонокси після вибуху запропонували покинути населений пункт.

## Центральний державний морський випробувальний полігон ВМФ
Біля села Ньонокса знаходиться ракетний полігон Біломорської військово-морської бази, який забезпечує випробування балістичних ракет для атомних підводних човнів. Власне селище полігону називається Сопка і знаходиться в 2 км на північ Ньонокси.

## Населення
| Чисельність населення | Чисельність населення |
| 2002                  | 2010                  |
| --------------------- | --------------------- |
| 643                   | ↘468                  |

## Транспорт
Зв'язок Ньонокси з іншим світом здійснюється, в основному, за допомогою залізничної гілки Північної залізниці через Сєвєродвінськ. Станція Ньонокса знаходиться на схід від озера Нижнє у 2 км від села.
Автомобільна дорога до села, станом на літо 2019 року, у процесі будівництва. Вже можливий проїзд на вантажних автомобілях і позашляховиках високої прохідності. Ньонокса та селище Сопка поблизу неї — закрита зона. Для в'їзду потрібна перепустка.

## Люди, пов'язані з селом
- Чернець Трифон (в миру — Терентій Григорович Кологривов) — зодчий фортеці Соловецького монастиря наприкінці XVI століття[15].
- Бейтнер Володимир Флоріанович (1832—1908) — герой Кримської війни, письменник-мемуарист, дослідник[16].
- Фігнер Віра Миколаївна (заслання в 1904—1905 роках) — революціонерка, терористка, член Виконавчого комітету Народної волі.

## Пам'ятки

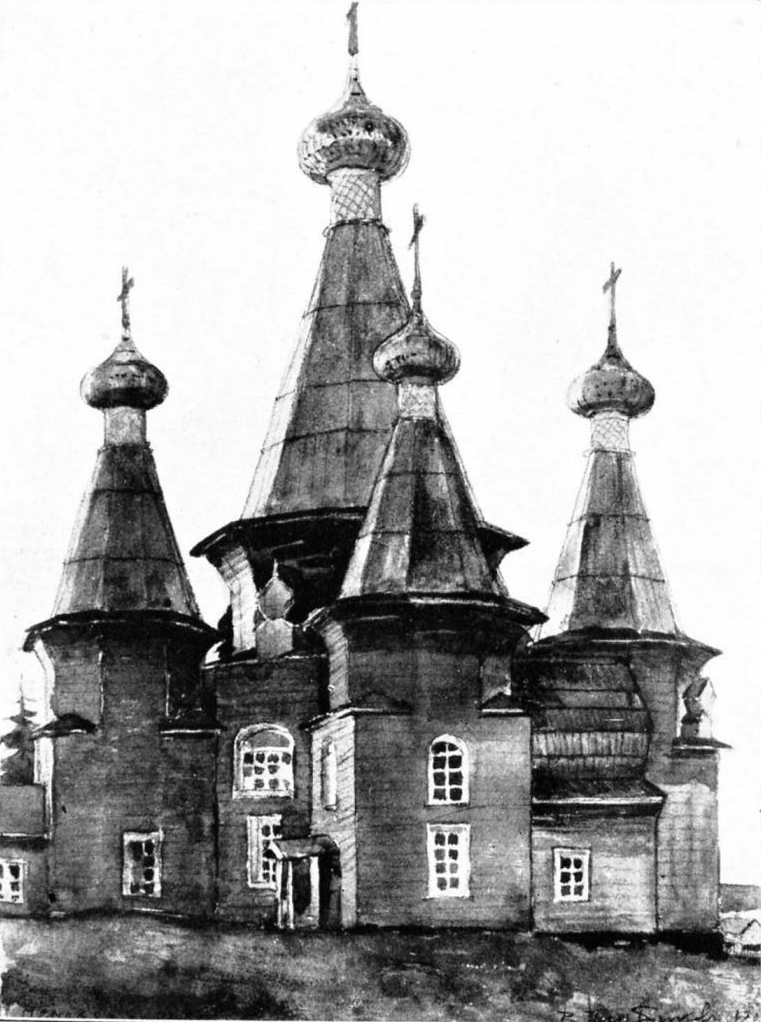
Троїцька церква

Основною визначною пам'яткою Ньонокси вважається дерев'яний храмовий ансамбль XVII століття:
- Троїцька церква (1724) — єдиний в Росії дерев'яний пятишатровый храм[17]
- Микільська церква (1763)
- Дзвіниця (1834)

Головним явищем, що заслуговує особливої уваги в старовинному поморському селі Ньонокса, є храмовий ансамбль, побудований цілком з дерева. Жвава торгівля сприяла економічному зростанню села, залучаючи безліч купців з усієї Росії. Прихід у церкві був великий, тому в 1727 році було вирішено побудувати новий храм – трьопрестольну Троїцьку церкву. Пізніше виник храмовий комплекс, цілком виконаний з дерева.
Пам'ятник дерев'яного зодчества включає в себе церкву Живоначальної Трійці 1727 року будівництва, її також називають Троїцькою. Неподалік знаходиться ще одна церква імені Миколи Чудотворця. В центрі композиції височіє дзвіниця.
За весь час свого існування комплекс неодноразово горів, але завжди відновлювався на гроші жителів, пожертвування монастирів і священнослужителів. Троїцьку церкву почали відбудовувати у 1727 році. Церковний майстер Василь Корсаков вніс свій особливий стиль в проектування і будівництво церкви. У 21 столітті цей пам'ятник старовини – єдиний збережений на сьогодні в Росії пятишатровый храм, повністю побудований з дерева. Всупереч загальноприйнятій на російській Півночі церковній традиції – зводити «храм про двадцяти стінах», з основою з восьмерика і чотирма прирубами – він хотів створити композицію, завершенням якої стали б шатри і зумів об'єднати традиційне пятивершя російських церков, якого вимагало духовенство, з шатровою традицією півночі. Центральна будівля оточена п'ятьма шатрами, а увінчують їх великі голови куполів. Будівництво тривало три роки і в 1730 році церкву освятили.
Церковний комплекс, побудований Корсаковим у Ньоноксі і зведенні ним двох церков у Шуєрецькій волості (нині село Шуєрецьке), визнані шедеврами російського дерев'яного зодчества.
У вересні 1732 року почали відновлювати храм Миколи Чудотворця, який вінчає дев'ятиметрова баня. На місці застарілої дзвіниці після 1834 року церковним майстром В. Заборщиковим з Архангельська була поставлена копія згорілої дзвіниці. З десяти дзвонів зберігся найбільший, вагою в 50 пудів. Він був відлитий у 1764 році на кошти парафіян.
У 1990 році почалася реставрація всіх будівель храмового комплексу, яка ведеться і понині.
Селянин Ю. М. Шульман у своїй книзі «Історія посада Ньонокси» розкрив безліч раніше невідомих сторінок Ньонокси і цього північного краю в цілому. Вивчити невідомі сторінки Російської Півночі допомагає також недавно заснований в селищі краєзнавчий музей.

## Галерея

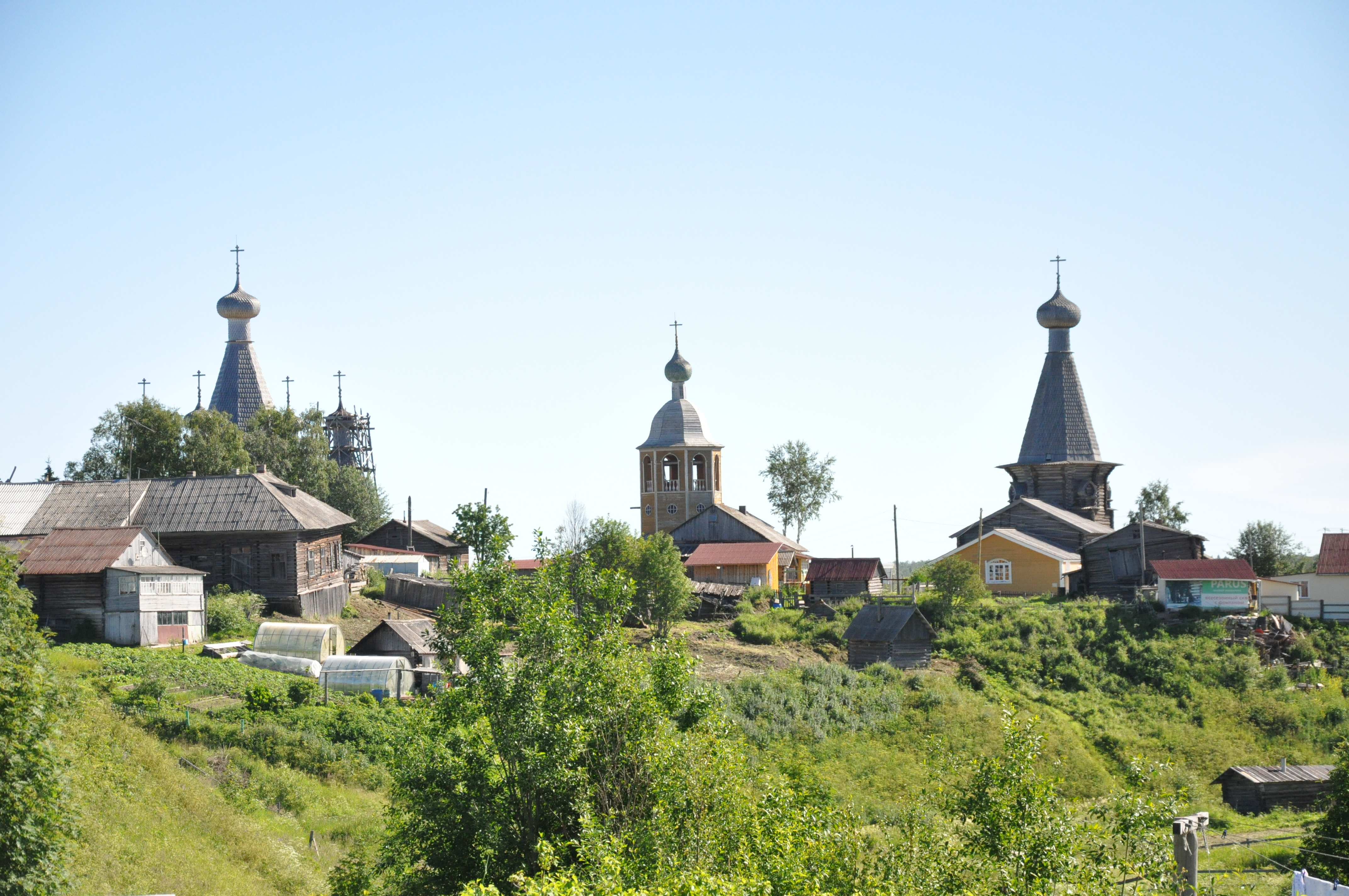
Храмовий комплекс XVIII-XIX ст.
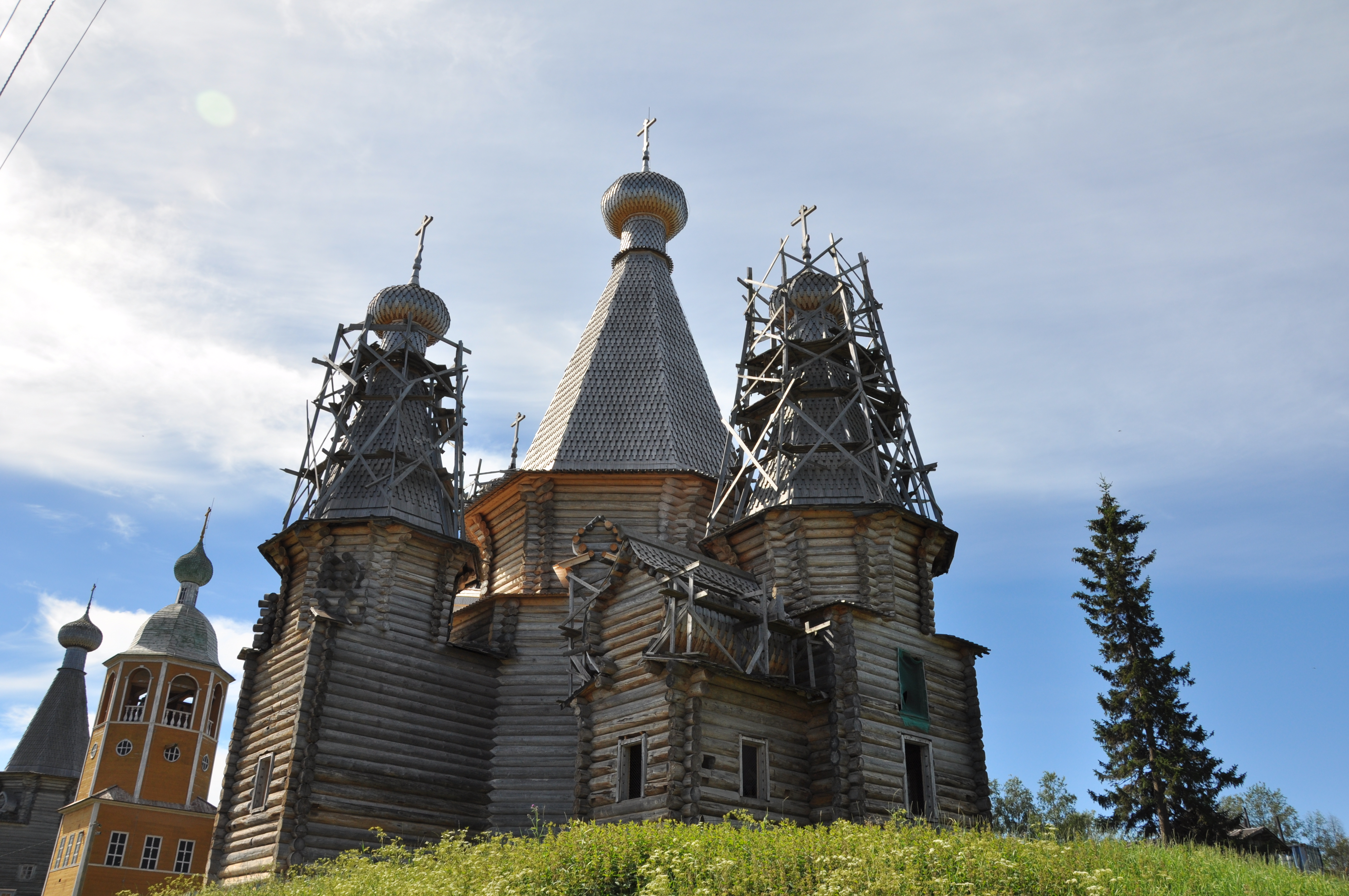
Троїцька церква (1724)
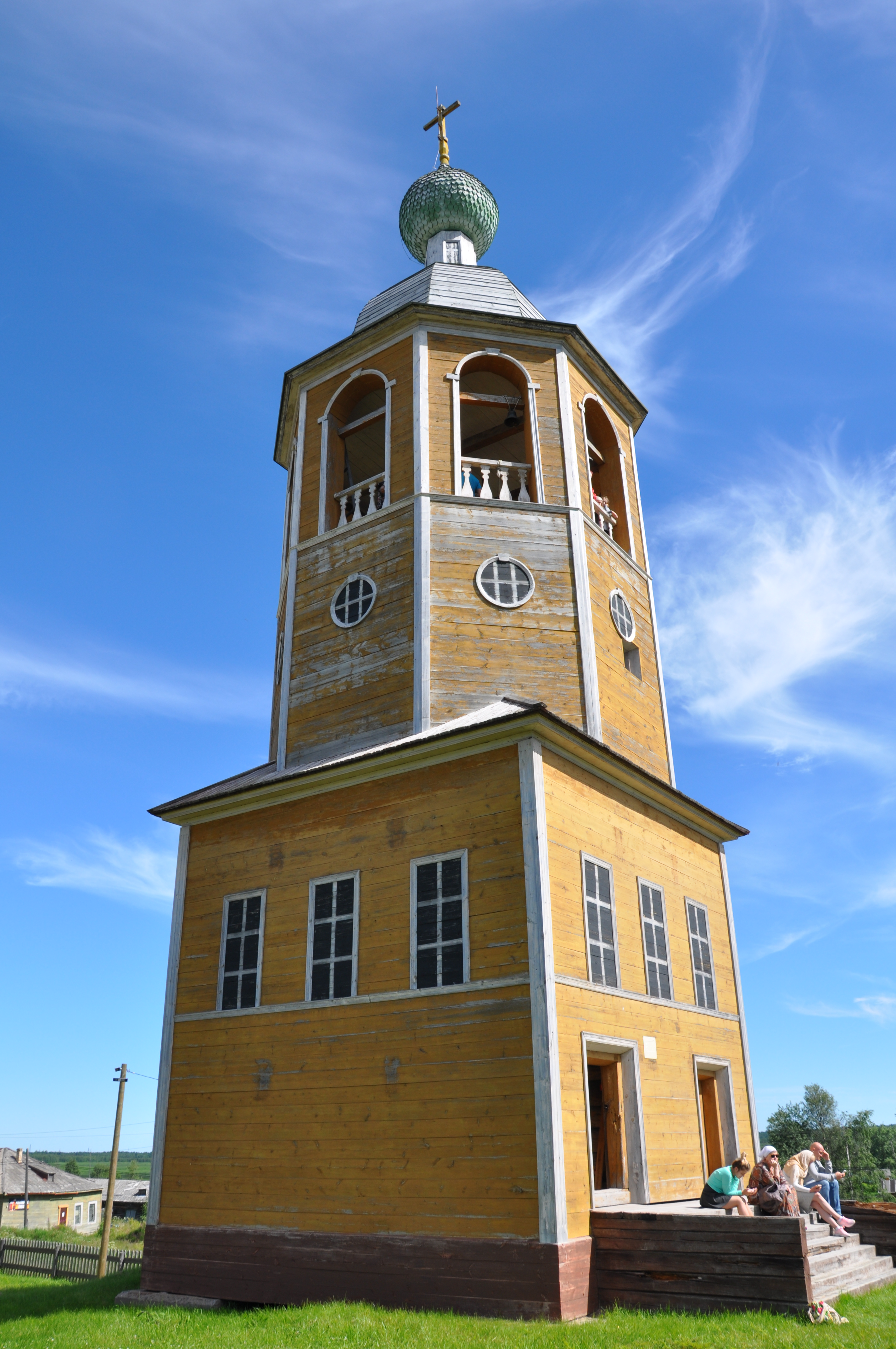
Дзвіниця (1834)
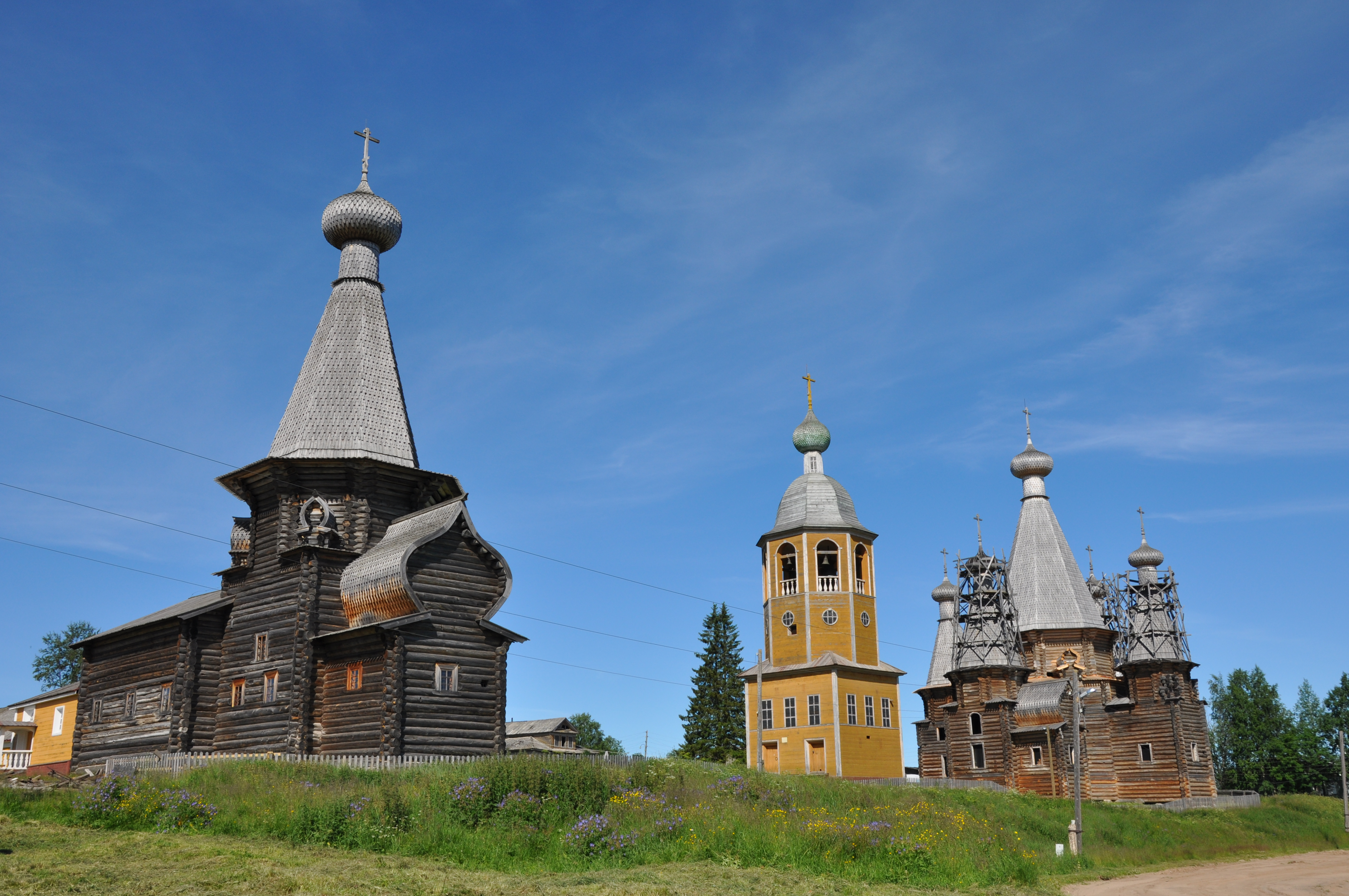
Храмовий комплекс
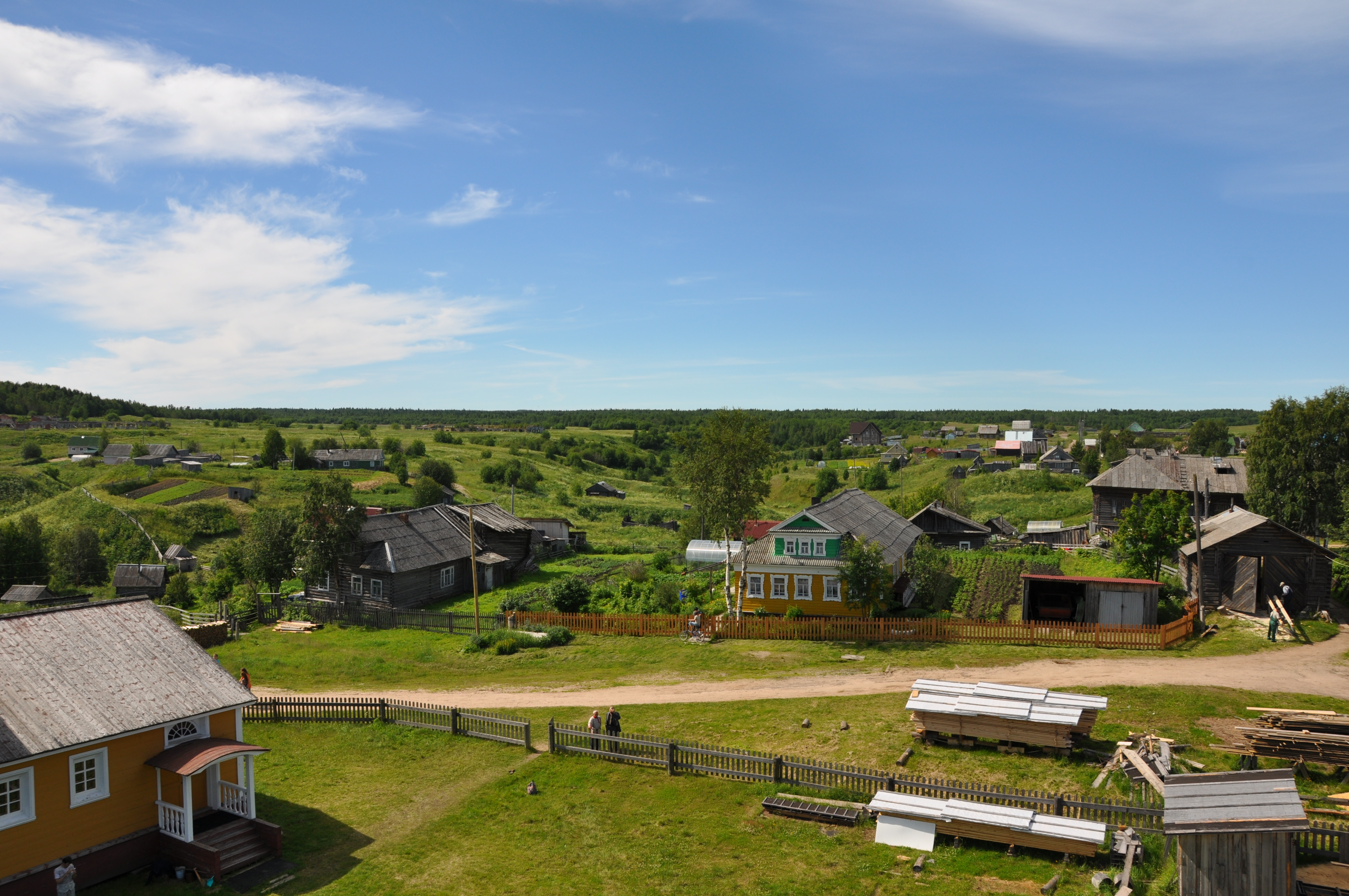
Вид на Ньоноксу з дзвіниці
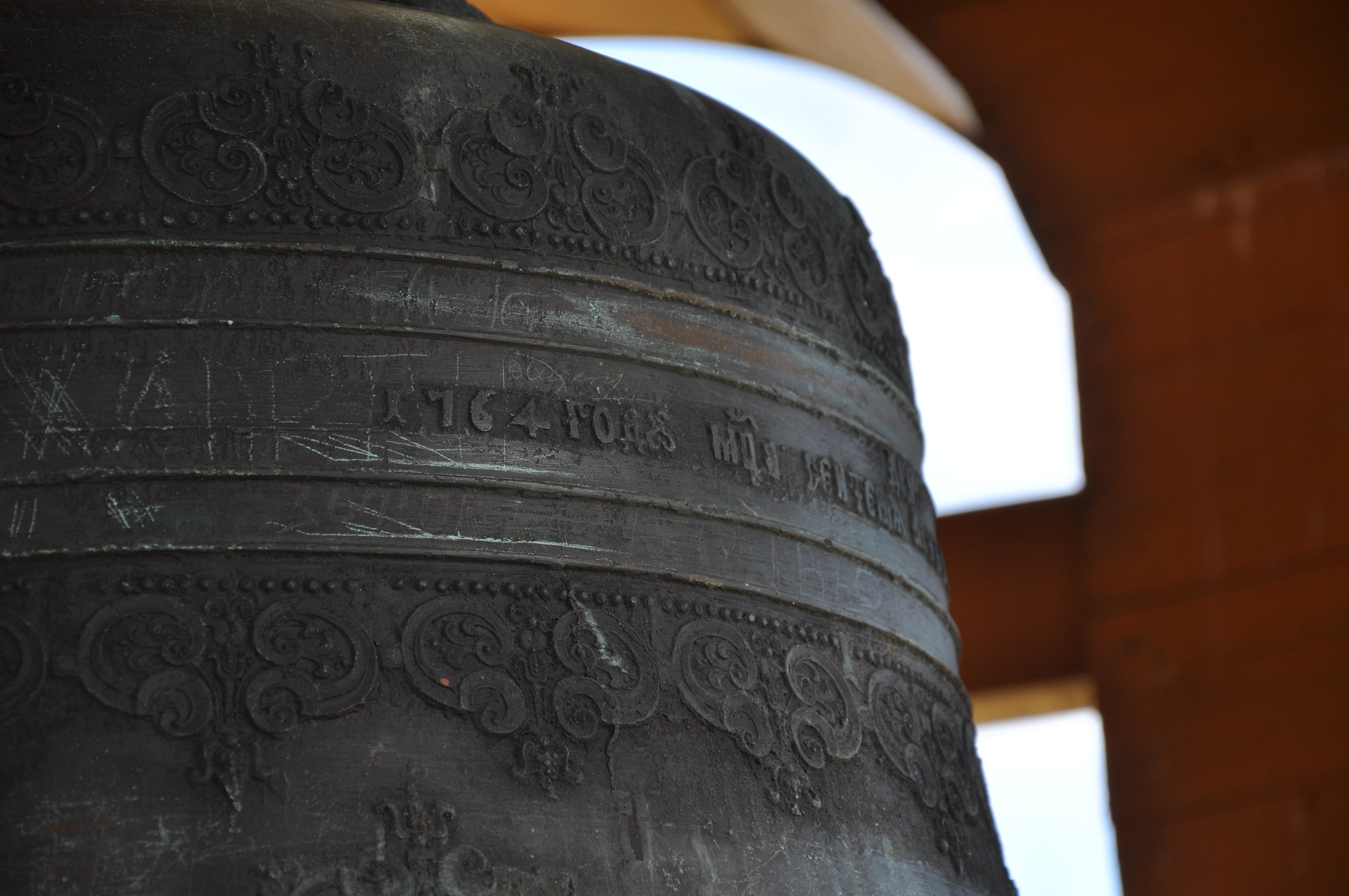
Дзвін
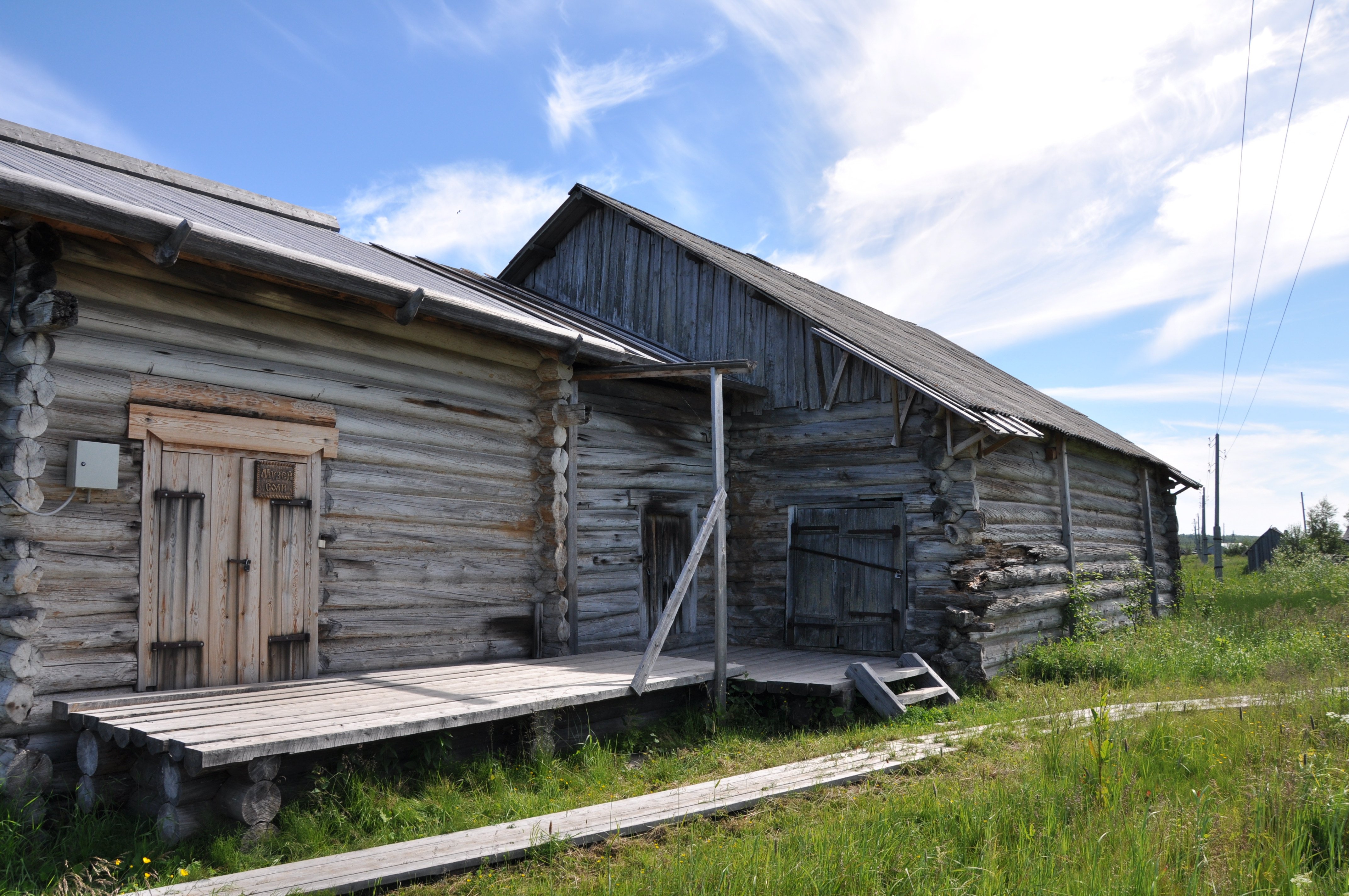
Музей солі (соляна комора)
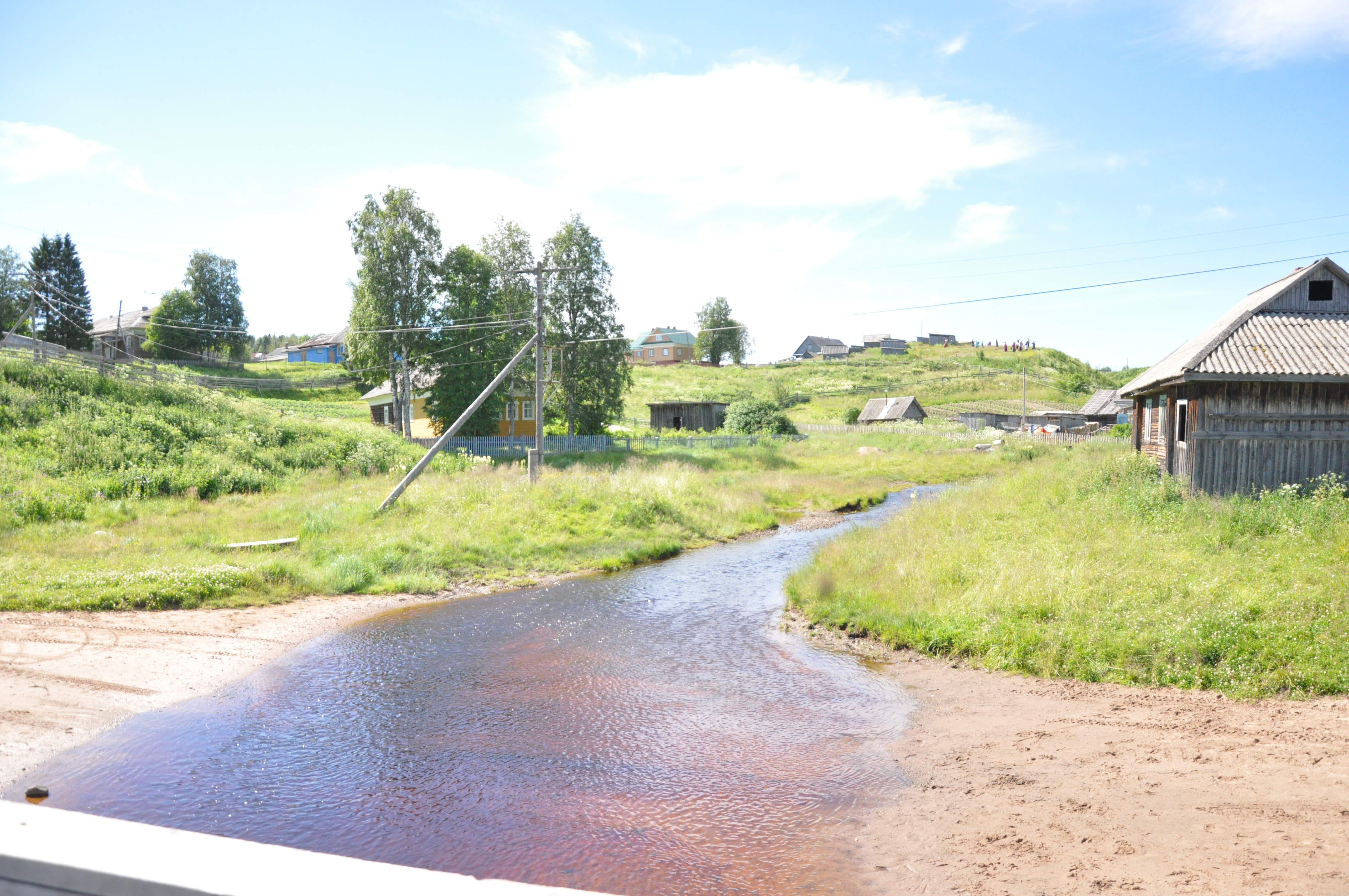
Річка Ньонокса
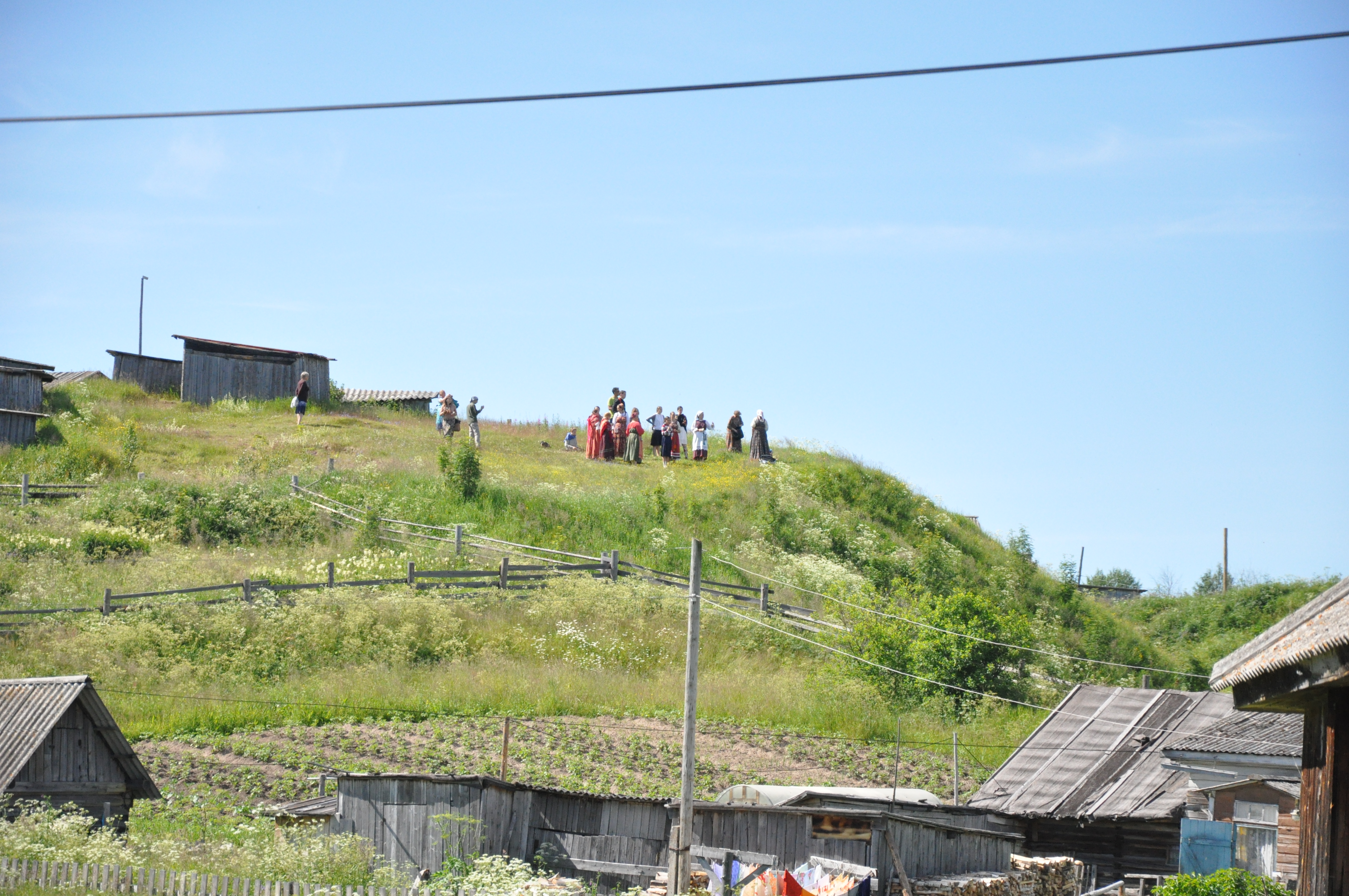
Хоровод на Усольє
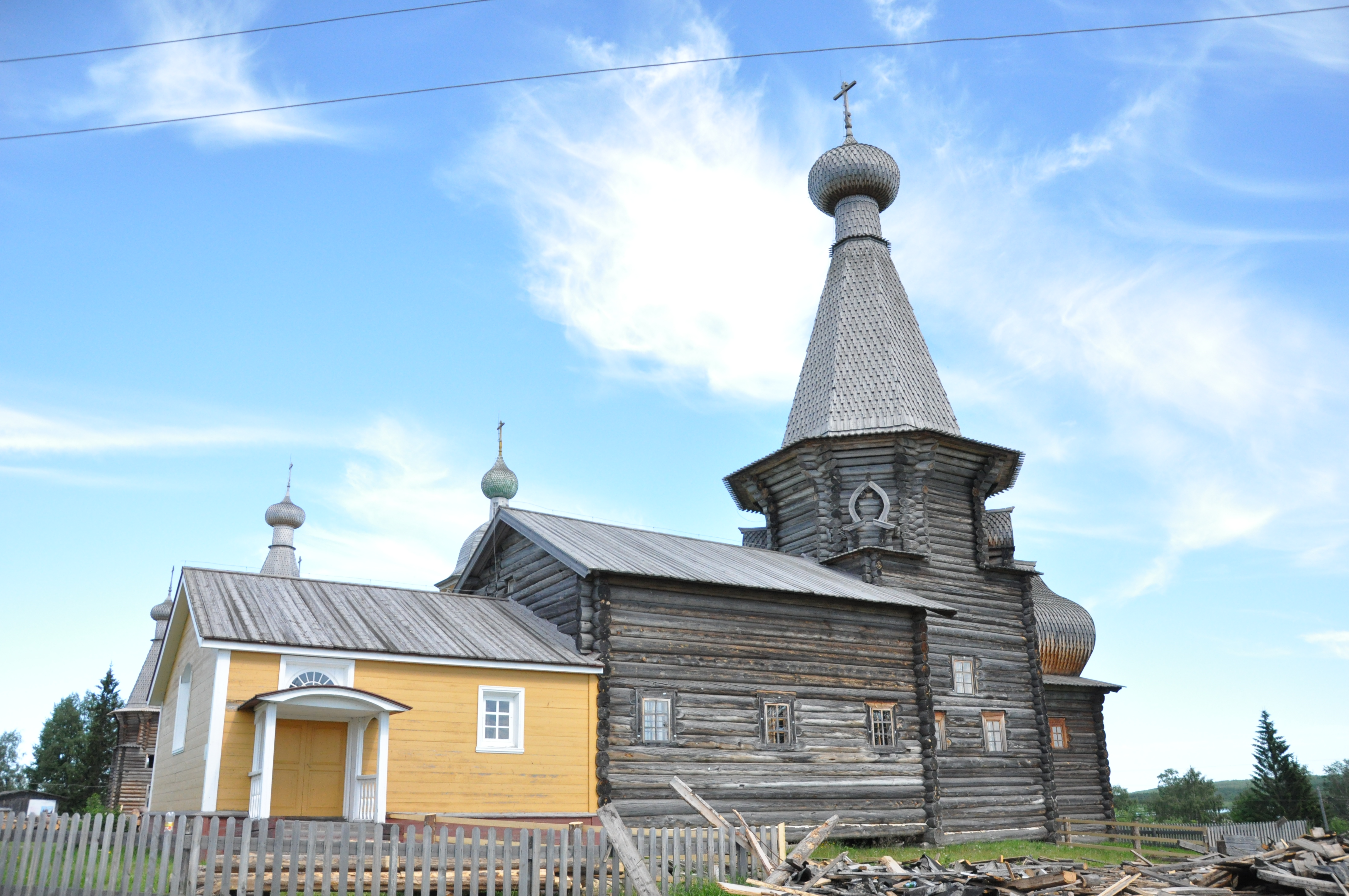
Микільська церква (1763)

## Карти
- Аркуш карти Q-37-XXVII,XXVIII. Масштаб: 1 : 200 000. (рос.) Зазначити дату випуску/стану місцевості.
- Село Ньонокса. Публічна кадастрова карта